# Amintore Fanfani
Amintore Fanfani (Pieve Santo Stefano, 1908. február 6. – Róma, 1999. november 20.) olasz politikus, közgazdász és történész.
Ötször volt az olasz szenátus elnöke, hatszor a Minisztertanács elnöke (79 és fél évesen az Olasz Köztársaság legidősebb kormányfője lett) és kilencszer Olaszország minisztere (külügyminiszteri, belügy- és költségvetés- és gazdaságtervezési tisztségben). 1965-ben az ENSZ Közgyűlésének elnöki posztját töltötte be, 1972 márciusában pedig Giovanni Leone köztársasági elnök élethosszig tartó szenátorrá nevezte ki. A kereszténydemokraták országos titkára kétszer volt (1954–1959 / 1973–1975) és a párt elnöke egyszer (1975–1976).
A második világháború utáni időszak és az első köztársaság egyik legjelentősebb és leghíresebb olasz politikusaként számon tartott Fanfani a Kereszténydemokrata Párt történelmi alakja volt; gazdaságtörténészként és művészettörténészként is kitüntette magát. A politika és a tanulmányai mellett nagy szenvedélye a festészet volt, amelyet egyetemi tanulmányai után, fiatalkora óta művelt.
Amintore Fanfanit és Aldo Morót a kereszténydemokrácia két "telivér lovaként" határozták meg. Aldo Moróval, Pietro Nennivel, Giuseppe Saragattal és Ugo La Malfával együtt ő volt az úgynevezett "organikus" balközép politikai fordulópontjának megtervezője, amely aztán teljes egészében a hatvanas évek első felében következett be. amelyet a kereszténydemokraták Pietro Nenni olasz szocialista pártjának kormányzati együttműködésével akarták kihasználni.

## Élete

### Gyermekkora és tanulmányai
Amintore Fanfani 1908. február 6-án született Pieve Santo Stefanóban, egy Tiberis-völgybeli települesen, amelyhez egész életében nagyon ragaszkodott; ő volt az első Giuseppe Fanfani (1878–1943), műbútorasztalos fia kilenc gyermeke közül, aki előbb ügyvédi, majd közjegyzői hivatást gyakorolt, majd az első világháborúban való önkéntes részvételét követően az Olasz Néppárt képviselője lett Anghiariban. Édesanyja viszont Anita Leo, egy határozott, katolikus háziasszony (1884–1968), akinek apja calabriai postai alkalmazott, anyja velencei volt.
Kiskorában családja Sansepolcróba költözött, ahol a helyi általános iskolákba járt (egy rövid ideig Trevisóban), majd Urbinóban, ahol a Raffaello nevűközépiskolába, valamint Arezzóban, a tudományos középiskolába, ahol részt vett Guglielmo Micheli professzor és festőművész, Giovanni Fattori tanítványa és Amedeo Modigliani tanára művészettörténeti óráin is; az egyházmegyeiAkció Katolikában szolgált, nemcsak kulturális, hanem spirituális előírásokhoz kapcsolódó képzést is felvett, amelyet aztán egyetemi évei alatt is folytatott. Beiratkozott a Milánói Szent Szív Katolikus Egyetemére, ahol a Collegio Augustiniában tanult, és az Olasz Katolikus Egyetemi Szövetség tagja lett. Miután 1930-ban kitűnő eredménnyel megszerezte a közgazdasági és kereskedelmi diplomát, 1936-ban elnyerte a közgazdasági doktrínák történetének tanszékét, kezdetben a korporativizmust támogatva.

### Fiatalkora és a fasizmushoz fűződő viszonya
A korporativizmus meggyőződéses támogatójának bizonyult Agostino Gemellivel és másokkal, amelyben felismerte a gondviselés eszközét, amellyel megmentheti az olasz társadalmat a liberális (vagy liberalista) vagy szocialista sodródástól, és ezen eszmék megvalósítása felé terelte. Az egyház társadalmi doktrínája által sugallt társadalmi igazságosság, az egyik központi kérdés volt, amely a katolikus kultúra és a fasiszta világ kapcsolatát érintette. A katolikus és a fasiszta típusú korporatizmus között Fanfani az utóbbi felé hajlott. Együttműködött a Fasiszta Misztika Iskolával, professzorként és cikkeket írt a Dottrina fascista folyóiratba. Azokban az években nyíltan rasszista álláspontokat foglalt el: egy 1939-es esszében kijelentette, hogy "a nemzet hatalma és jövője érdekében az olaszoknak fajtisztának kell lenniük", és egyik 1941-es könyvében „a faj védelmének problémáját mint biológiai szükségszerűséget és mint szellemi tényt szemlélteti azzal a sürgős igénnyel szemben, hogy meg kell semmisíteni a judaizáció jelenségét, amely Olaszország egyesülésétől kezdve a kultúra, a gazdaság és a politika minden területére kiterjedt."

### Milánói időszaka
Milánói időszakában Fanfani a Rivista Internazionale di Scienze Sociali folyóirat igazgatója volt, és az olasz kulturális életben vett részt (és nem csak) a történelmi-gazdasági témájú tanulmányainak köszönhető, amelyek tartósan sikeresek voltak, amint azt a Katolicizmus és protestantizmus a kapitalizmus történeti kialakulásában című művében később, 2005-ben publikálta. Ebben a kapitalizmus keletkezése jelenségeinek bátor értelmezését javasolta, különös tekintettel a vallási tényezők kondicionálására, és alapvetően nem ért egyet Max Weber paradigmatikus téziseivel. Ez a munka előtérbe helyezte az amerikai katolikusok körében, különösen nagyra értékelte őt John Fidgerald Kennedy, aki az 1956-os chicagói demokrata kongresszuson, amikor még szenátor volt, felhívta a pulpitusra a jelenlévő Fanfanit, és a közönség előtt, az olasz tudós hatását és írásait a politikába lépésének egyik fő okaként jelölte meg.

### A Kereszténydemokrata Párt megalapítása
A Milánóban eltöltött évek alatt találkozott Giuseppe Dossettivel és Giorgio La Pirával, és az 1930-as évek végétől folyamatosan részt vett találkozóikon, ahol a katolicizmusról és a társadalomról beszélgettek.
Olaszország háborúba lépésével a csoport figyelmét arra a szerepre helyezte, amelyet a katolikus világnak kellett volna betöltenie a fasizmus bukását követően, amit addigra küszöbön állónak tartottak. 1943. szeptember 8- án azonban a csoport feloszlott, és a felszabadulásig Fanfani Svájcba menekült, ahol egyetemi tanfolyamokat szervezett olasz menekültek számára.
Miután visszatért Olaszországba, barátja, Giuseppe Dossetti hívta meg Rómába, akit éppen a kereszténydemokrata helyettes titkárának választottak meg, és megbízta a párt propagandairodájának irányításával. Így indult politikai pályafutása, s a következő fél évszázadban, váltakozó szakaszokban, mindig a nemzeti politikai színtér középpontjában találta magát.
Beválasztották az Alkotmányozó Nemzetgyűlésbe, tagja volt az új köztársasági alkotmány szövegét kidolgozó bizottságnak: az övé az Alkotmányos Charta első cikkének megfogalmazása: „ Olaszország munkára épülő demokratikus köztársaság", Amikor Dossetti felhagyott a közélettel (1952), baloldali irányzatának fő képviselőjeként a színpadra került a pártban.

### Első miniszterségei
Munkaügyi és társadalombiztosítási miniszter volt a negyedik (1947–1948) és az ötödik (1948–1950) De Gasperi-kormányban (1953) mezőgazdasági miniszter a hetedik De Gasperi-kormányban (1951–1953), belügyminiszter a nyolcadik De Gasperi-kormányban (1953–1953).
Ő volt a kezdeményezője (1949-ben) az úgynevezett Fanfani-tervnek, amely több mint 300 000 önkormányzati bérlakás építését irányozta elő. Fanfani szívósságának és szorgalmának köszönhetően nagyon rövid időn belül számos új középületet emeltek a nagyvárosokban, amelyeket gyakran neves várostervezők és -építészek terveztek. Belügyminiszterként a Pella-kormány tagja volt.

### A párt és a kormány vezetése
1954-ben megalakította első kormányát, amely azonban bizalmat nem kapott.
Szintén 1954-ben a Kereszténydemokrata párt titkárává választották a „Demokratikus Kezdeményezés” áramlat vezetőjeként; titkárként azon munkálkodott, hogy a pártnak sűrű szekcióhálózatot biztosítson. 1958-ban, a DC választási sikerét követően a republikánusok és a szociáldemokraták támogatásával megalakíthatta második kormányát, amelyben a külügyminiszteri posztot is betöltötte. Kormánya egy új politikai irányvonal első lépéseit jelentette, amely legyőzte az úgynevezett centristát.
Mivel a DC többsége ellenezte a balközép éra nyitását, és mindenekelőtt az arezzói vezér kezében elért túlzott hatalomkoncentrációt, a második Fanfani-kormányt hamar megviselték az úgynevezett " mesterlövészek ", akik gyakran kisebbségbe szoritották.
Ez volt az oka annak, hogy 1959. január 26-án Fanfani az általa vezetett kabinetről, majd néhány nappal később a DC politikai titkári posztjáról is lemondott. Helyére Antonio Segnit nevezték ki egy egypárti kormány miniszterelnökévé, a Liberális Párt külső támogatásával, valamint a monarchisták és az MSI (nem döntő) szavazataival; továbbá 1959. március 14-én Rómában összehívták a DC nemzeti tanácsát, amelynek a politikai helyzetet kellett volna megvitatnia. A Nemzeti Tanácsra való tekintettel azonban a Demokratikus Kezdeményezés képviselői a Santa Dorotea-i apácák kolostorában találkoztak, és ott a többség úgy döntött, hogy félreteszi vezetőjének balra nyíló politikai irányvonalát.
A Demokratikus Kezdeményezés mozgalom így megszűnt a párton belüli egységes alkotóelemként létezni. Két új irányzat született belőle: a Dorotei (Mariano Rumor, Paolo Emilio Taviani, Emilio Colombo és bár autonómabb pozícióban Aldo Moro) és a Nuove Cronache, az a terület, amely összetartotta Fanfani volt államtitkár barátait. A Nemzeti Tanácsban a Dorotei javaslatára Aldo Morót nevezték ki titkárnak.
A vereség után Fanfani visszavonult szülővárosába, Toszkánába, és sokáig fontolgatta hogy felhagy az aktív politikával, s visszatér az egyetemi oktatáshoz. Az 1959-es DC-kongresszusi csata azonban új ösztönzőket kínált számára. Egy balközép kartell élén Fanfani majdnem megnyerte a Nemzeti Kongresszust egy olyan politikai platform alapján, amely megerősítette a PSI-vel való együttműködés szükségességét. A kezdetben a győzelemben bízó Fanfani-ellenes frontot meghökkentette az arezzói vezér aktivizmusa és felépülése, így néhány szavazattal sikerült újra titkárrá választania Aldo Morót.

### Vissza a kormányba és az első balközép próbálkozások

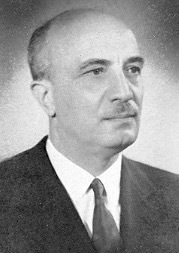
1963-ban

1960-ban, a Tambroni-kormány zaklatott időszaka után Fanfani visszatért a Tanács elnöki posztjára, megalakítva harmadik kormányát. Egyszínű kereszténydemokrata párt volt, amelyet a demokratikus centrum pártjai támogattak, de a szocialisták és a monarchisták alkalmi tartózkodását is kihasználhatta. Fanfanival kormányon és Moróval a titkárságon a kereszténydemokraták a balközép koalíció végleges felavatására készülnek. A párt két "telivér lova" elkötelezettsége vezette az 1962-ben Nápolyban tartott Nemzeti Kongresszust, hogy nagy többséggel jóváhagyja az Olasz Szocialista Párttal való együttműködés új irányvonalát.

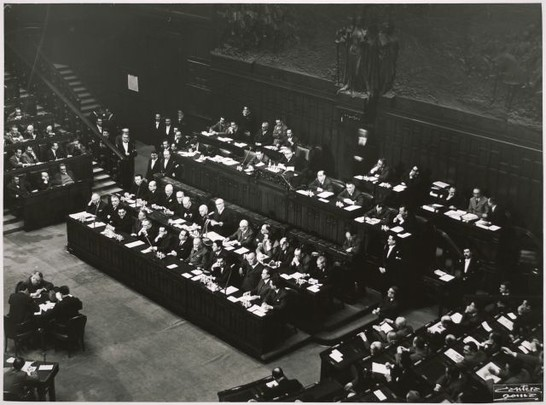
A negyedik Fanfani-kormány bemutatása a képviselőházban, 1962. március 2

1962-ben, közvetlenül a DC kongresszusa után Fanfani megalakította negyedik kormányát, ezúttal koalíciót (DC-PSDI-PRI és a PSI külső támogatásával), ezzel elindítva a balközép többség gyakorlatát. Ez lett Fanfani karrierjének legsikeresebb időszaka.
A belpolitikában Fanfani olyan fontos sikereket ért el, mint: a villamosenergia-ipar államosítása, a tankötelezettség kiterjesztése 14 éves korig, és az egységes középiskola létrehozása (a szegények számára ingyenes tankönyvekkel), az adóvisszatartás intézménye, az ország végleges iparosítása, a 30%-os nyugdíjemelés, amely az átlagnyugdíjakat évi százezer líra körüli szintre emelte a háziasszonyok önkéntes biztosítási nyugdíjrendszerének bevezetésével, az opera- és prózai művek cenzúrájának megszüntetésével (a moziban, a varietéműsorokban és a televízióban való megmaradása mellett) az infrastrukturális munkálatok megkezdése, mint például a Milánó-Nápoly Autostrada del Sole építése és az ország lenyűgöző urbanizációs munkája, az önkormányzatoktól való közös földek kisajátítása, a katonai erők csökkentése révén. A sorkatonaság 18 hónapról 15 hónapra csökkentése, a képviselők és szenátorok rögzített száma (630 az ülésteremben és 315 a szenátusban), a parlamenti maffiaellenes bizottság 1962-ben történő létrehozása és – Ettore Bernabei főigazgatói kinevezésével – a Rai végleges közszolgálativá tétele (a Soha nem késő az írástudatlan felnőttek számára vagy a Tribuna politica adásokkal, amelyek egyenlő mértékben teret engedtek minden politikai erőnek).
Fanfani 1963-ban az Egyesült Államokba látogatott azzal a céllal, hogy a NATO keretein belül nukleáris védelmet hozzon létre hazája területén is, helyet adva a Polaris rakéták telepítésének.
Túl nagy szolidaritással vádolt reformpolitikája jelentős bizalmatlanságot váltott ki a nagyiparosok és a DC jobboldali áramlatai körében; a multinacionális potentátok nehezményezték az arab országok felé való nyitást, amelyet munkatársa, Enrico Mattei intézett az Eni élén. A választói támogatottság 1963-as csökkenése miatt kénytelen volt lemondani.
1965-ben a második Moro-kormány külügyminisztere volt, ezt a pozíciót 1966 és 1968 között a harmadik Moro-kormányban is betöltötte. Az ENSZ Közgyűlésének 20. ülésszakán megválasztották elnöknek az 1965–1966 közötti időszakra: 2021-től Fanfani az egyetlen olasz, aki ezt a pozíciót töltötte be.

### Külpolitikai irányvonalai
Fanfani erősen hajlott a személyes diplomáciára, de egy különleges képessége is volt, amely a nemzetközi színtéren láthatóbbá tette korának politikusainál. Úgy vélte, hogy Olaszország annak ellenére, hogy a legkisebb és leggyengébb a nagyhatalmak közül, mégis képes kihasználni a többi erősebb állam erejét (és gyengeségét), hogy számára kedvező és még mindig fontos eredményeket érjen el.
Már 1955-56-ban, amikor még csak a DC politikai titkára volt, megerősítette Olaszország szerepét a szuezi válság megoldásában, felhasználva a fiatal diplomata, Raimondo Manzini képességeit, aki két németországi és washingtoni útjára is elkísérte. Fanfani felhatalmazta Manzinit, hogy az Egyesült Államok és Nasszer egyiptomi elnök között közvetítsen egy tervet a csatorna forgalmának állandó szabályozására az alábbi alapokon: 1) Egyiptom szuverenitásának elfogadása a csatorna felett; 2) egyiptomi garancia a hajózás szabadságára a csatornában; 3) a csatorna államosítása a felhasználók jogos érdekeinek egyiptomi elismerésével. Amikor 1956. október 29-én Izrael, Franciaország és Nagy-Britannia megtámadta Egyiptomot, az Egyesült Államok – Fanfani kezdeményezésének is köszönhetően – már hajlamos volt a válság békés megoldására, tűzszünetre és csapatok kivonására kényszerítette a támadókat, elkerülve egy sokkal komolyabb konfliktus eszkalációját. Ezen túlmenően ez a politika amellett, hogy két győztes állam (Franciaország és Nagy-Britannia) presztízsét gyengítette, lehetővé tette Olaszország számára, hogy a Földközi-tengeren az európai hatalmak közül a legkevésbé gyarmatosítóként mutassa be magát; ez nagymértékben támogatta Eni elnökének, Enrico Matteinek a harmadik világra vonatkozó aktuális energiapolitikáját.
Fanfani az Egyesült Államok beleegyezésével az arabbarát Olaszország képét tudta felmutatni, a Nyugat meghatalmazottjaként, különösen második (1958–59) és harmadik kormánya (1960-63) idején, az elsőben a külügyminiszteri poszton is. Ezzel a politikával Fanfaninak és Matteinek sikerült kiszorítania Franciaországot néhány gazdaságilag meghatározó észak-afrikai pozícióból..Ezenkívül a toszkán politikusnak sikerült kihasználnia az Egyesült Államok és De Gaulle Franciaországa közötti nézeteltérést, hogy új szerepet töltsön be Olaszország számára az európai közösségen belül. Annak elkerülése érdekében, hogy Franciaország domináns pozícióba kerüljön Európában, az Egyesült Államok ugyanis meggyőzte Nagy-Britanniát, hogy kérje az EGK-ba való belépést, ami a francia államfő határozott ellenállását váltotta ki. Ebben az összecsapásban Fanfani az Egyesült Államok és Nagy-Britannia oldalára állt, ezzel is gyengítve Nyugat-Németország franciabarát pozícióját, ami objektíve káros volt az olasz politikára.

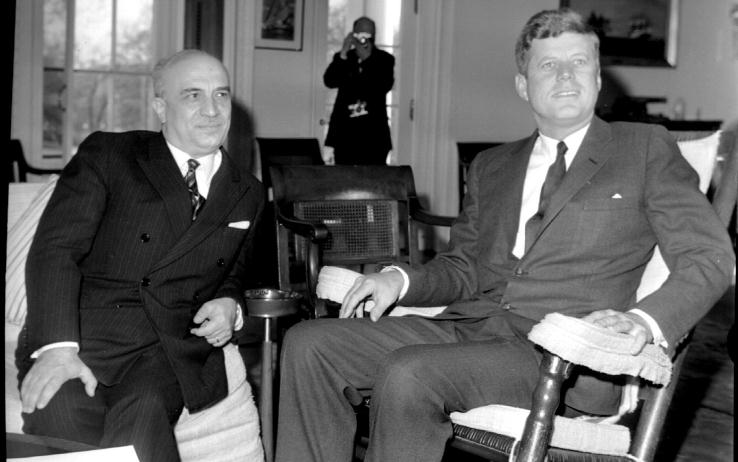
Fanfani John Fitzgerald Kennedy amerikai elnökkel

A felek közötti közvetítésben szerepe azonban volt a kubai rakétaválság idején. Valójában 1962. október 27-én reggel Ettore Bernabei, Fanfani megbízható embere megérkezett az Egyesült Államok fővárosába azzal a feladattal, hogy átadja Kennedy elnöknek az olasz kormány feljegyzését, amelyben az olaszországi San Vito dei Normanni támaszpontról való kivonulás elfogadta a néhány órával később hasonló kérés érkezett a Szovjetunióból, amelyben az amerikai atomtöltetek kivonását kérték Törökországból és Olaszországból. Nem lehetetlen, hogy a diplomáciai közvetítést ügyesen megszervezték a Palazzo Chigi és a Vatikán között, figyelembe véve a néhány nappal korábban XXIII. János pápa által a népek közötti megértés és harmónia érdekében közvetített rádióüzenet tartalmát, valamint azt a tényt, hogy a Szentszék és a Szovjetunió közötti diplomáciai kapcsolatokat annak idején Olaszország biztosította.
Az utolsó időszakban, amikor külügyminiszteri tisztséget töltött be (1966–1968), Fanfani arabbarát politikája kevésbé volt sikeres. Enrico Mattei támogatása nélkül, aki idő előtt meghalt egy légitámadásban 1962-ben, és tudatában volt annak, hogy meg kell akadályozni, hogy az arab országok védelmet kérjenek Moszkvában. Felvetette hazája kilépését az Atlanti Szövetségből, ami amellett, hogy elvesztette az Egyesült Államok támogatását, összeütközésbe hozta Giuseppe Saragat köztársasági elnök atlantizmusával, különösen a hatnapos háború (1967) kitörésekor, amelyben az Egyesült Államok Izrael-barát álláspontot foglalt el az arab nacionalizmussal szemben. Az eredmény egyfajta diarchia volt az olasz külpolitikában, amelyet végül Aldo Moro miniszterelnök elővigyázatossága és halogatása semlegesített. Fanfani azonban nagy politikai érettségről tett tanúbizonyságot, és 1967 szeptemberében, amikor Saragatot Washingtonba kísérte, hogy megnyugtassa az amerikaiakat, tudta, hogyan maradjon a színfalak mögött.

### A Szenátus elnökeként versenyfutása a Quirinaléért
- Scisma e spirito capitalistico in Inghilterra (1932)
- Le origini dello spirito capitalistico in Italia. Milánó: Vita e Pensiero (1933)
- Cattolicesimo e Protestantesimo nella formazione storica del capitalismo (1934) – a cura di Piero Roggi, prefazione di Antonio Fazio, Venezia, Marseille, 2006
- Un mercante del Trecento. Milánó: Giuffrè (1935) – rist. anast.: Sansepolcro, Coop. culturale La Pira 1984. [racconta di Giubileo di Niccolò Carsidoni, mercante dell'arte della lana in Sansepolcro, operante tra il 1348 e il 1360 secondo i documenti]
- Saggi di storia economica italiana (1936)
- Il significato del corporativismo (1937)
- Storia delle dottrine economiche. I vol. : il volontarismo (1938; II vol.: il naturalismo, 1945)
- Introduzione allo studio della storia economica (1939)
- Storia economica. Dalla crisi dell'Impero Romano al principio del secolo XVIII. Milánó-Messina: Principato (1940) – II ed. accresciuta e riveduta, Torino, UTET, 1961.
- Indagini sulla "rivoluzione dei prezzi". Milano: Vita e Pensiero (1940)
- Colloqui sui poveri. Milano: Vita e Pensiero (1942)
- Storia del lavoro in Italia dalla fine del secolo XV agli inizi del XVIII (1943)
- Summula sociale. Roma: Editrice Studium (1945)
- Persona, beni, società in una rinnovata civiltà cristiana (1945)
- Economia orientata (1946)
- Il neovolontarismo economico statunitense. Milano-Messina: Principato (1946)
- Le tre città. Postille a San Luca (1946)
- Economia. Brescia: Morcelliana (1948, II ed. 1953)
- Vita economica italiana dall'antichità al XVIII secolo. Roma: Studium (1954)
- Autunno 1956. La Democrazia Cristiana e i problemi internazionali. Roma: Edizioni Cinque Lune (1956)
- Anni difficili ma non sterili. Bologna: Cappelli (1958)
- Da Napoli e Firenze 1954–1959. Proposte per una politica di sviluppo democratico. Milano: Garzanti (1959)
- Dopo Firenze. Azione per lo sviluppo democratico dell'Italia. Milano: Garzanti (1961)
- Centro Sinistra '62. Milánó: Garzanti (1963)
- Una pieve in Italia. Milánó: Mondadori (1964) – Prefazione di Ettore Bernabei, Venezia, Marsilio, 2008.
- Strategia della sopravvivenza. Proposte degli anni 1970–1971. Roma: Edizioni Cinque Lune (1975)
- Capitalismo, socialità, partecipazione. Milánó: Mursia (1976) – a cura di Piero Roggi, Venezia, Marsilio, 2009.
- Giorgio La Pira. Un profilo e 24 lettere inedite. Milánó: Rusconi (1978)
- Il Greco e Teresa d'Avila. Milánó: Rusconi (1986)
- Riflessioni sui dialoghi per la pace 1955–1986. Roma: Edizioni Cinque Lune
- La sapienza degli ultimi. Viaggio nel cuore dei poveri. San Paolo (2011)

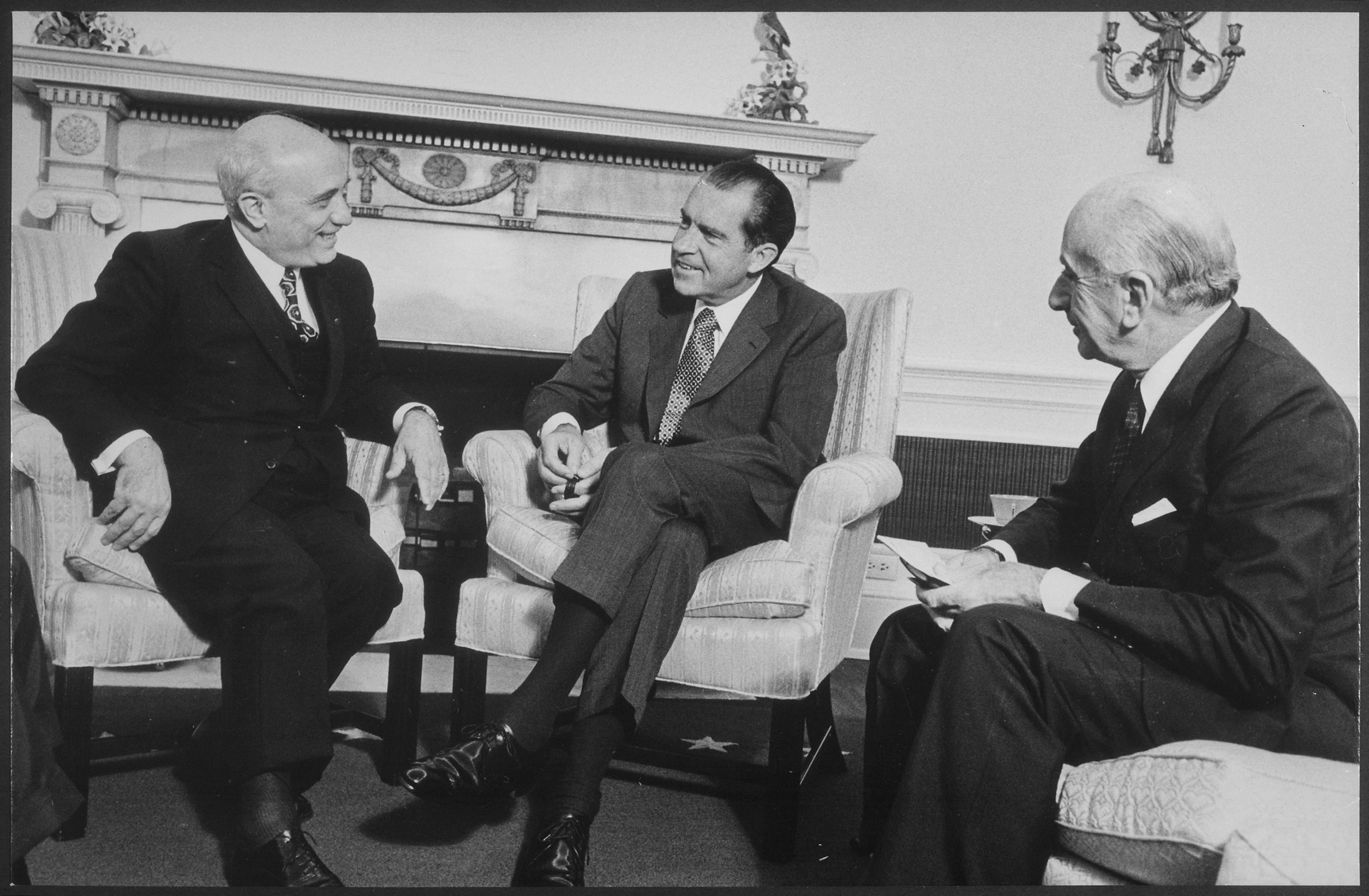
Richard Nixon amerikai elnök és Fanfani a szenátus elnökeként és olasz nagykövetként, 1970. július 23.

1968 és 1973 között Fanfani a szenátus elnöke volt. A. Palazzo Giustinianitól azonban több mint húsz éven át fontos szerepet játszott, és időnként lemondott a második állami pozícióról, amikor a párt érdekei a DC vagy a kormány vezetésére szólították fel. Bár hosszú politikai pályafutásának ez a második szakasza egyértelműen mérsékeltebb pozíciókat töltött be, mint az első szakasz, személye továbbra is bizonyos elhidegülés tárgya volt a gazdasági vagy adminisztratív potentátok részéről.
Szenátusi elnöki mandátuma alatt három alkalommal töltötte be a köztársasági elnöki tisztséget
Az 1971. decemberi köztársasági elnökválasztáson a kereszténydemokraták hivatalos jelöltje volt, de hosszú sorozatos sikertelen szavazás után, szintén saját pártja "mesterlövészei" földalatti akciója miatt, kénytelen volt visszalépni, Leone javára. Utóbbi 1972. március 10-én élethosszig szenátorrá nevezte ki.
Fanfani veresége a Quirinale-versenyben a balközép politika első szakaszának végét jelentette. Leonét valójában centrista többséggel (DC-PSDI-PRI-PLI) választották meg, az Olasz Szociális Mozgalom néhány parlamenti képviselőjének döntő szavazatával. Néhány hónappal később, az elnökválasztás eredményével összhangban, Giulio Andreotti új kormányt állított fel, amelyet 1957 óta először támogatott centrista többség.

### Második DC-főtitkársága és népszavazás a válásról

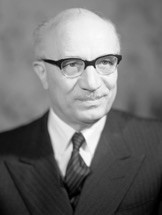
Amintore Fanfani az élethosszig szenátor

Az Andreotti vezette centrista kormány mindössze egy évig, 1973 júniusáig tartott. Valójában a Fanfani és Aldo Moro közötti „ Palazzo Giustiniani paktumot ” követően a relatív többségű párt XII. Országos Kongresszusa jóváhagyta a balközéphez való visszatérést támogató dokumentumot. Fanfanit újraválasztották politikai titkárnak, és pártfogoltjától, Arnaldo Forlanitól vette át a titkárságot, aki támogatta az Olasz Szocialista Párttal való együttműködés átmeneti megszakítását. Mindenesetre az arezzói vezér visszatérése a főtitkárságba nem tudta elkerülni a politikai képlet (a balközépé) progresszív válságát, amely mára már orvosolhatatlan.
Katolikus körök nyomására, jóllehet sikerét illetően sok kétség támadt, Fanfaninak a válás eltörléséről szóló népszavazás kampányában kellett vezetnie a pártot, a világi koalíciót erősen ellenző álláspontokkal. A politikai államtitkár azon kapta magát, hogy a DC kifejezett támogatása nélkül vezeti ezt a csatát: Rumor, Moro, Colombo és Cossiga valójában meg voltak győződve a népszavazási csata kudarcáról. A válásról szóló népszavazás elbukása nem okozta azonnali lemondását; Valójában alig több mint egy évig Fanfani továbbra is vezette a pártot, bár a baloldali áramlatok kifejezett ellenkezésével.
Fanfani figyelme ezután az 1975-ös regionális választásokra terelődött, ahol jelentős sikereket remélt azzal, hogy a választási kampányt a biztonság, valamint a bűnözés és a terrorizmus elleni küzdelem témáira építi. Ehelyett a konzultáció eredménye történelmi mélypontra juttatta a DC-t, aminek eredményeként a Nemzeti Tanács a következő júliusban bizalmatlanságot szavazott a távozó titkárral szemben.

### Az 1975-ös kongresszus, a DC elnöke és ismét a Szenátus elnöke

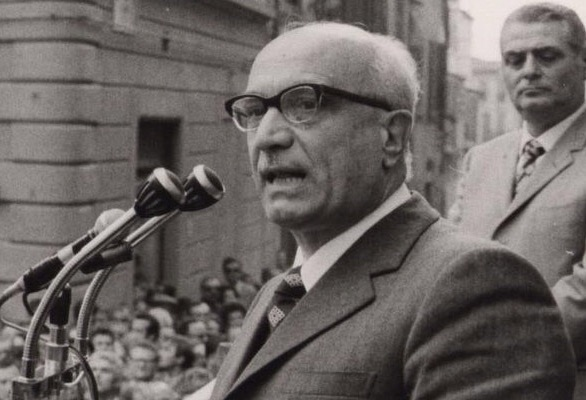
Fanfani egy DC-gyűlésen

Őt Benigno Zaccagnini követte, akit kezdetben maga Fanfani támogatt, s aki aztán kritikus álláspontot foglalt el a főtitkárral szemben, mivel az a PCI felé nyitott. Ez volt az oka annak, hogy a DC 1976-os Nemzeti Kongresszusa során Fanfani Giulio Andreottival, valamint Piccoli Dototei és Bisaglia követőivel együtt vezette egy mérsékelt áramlatok kartelljét, amely a "Zaccagnini-vonallal" szemben állt, "DAF"-nak (Dorotei-Andreotti-Fanfani). A „DAF”-nek azonban nem sikerült rákényszerítenie magát, és fanfanista Arnaldo Forlanit beválasztani a főtitkárságra, így Zaccagnini és többsége – amelyhez Andreotti miniszterelnöki kinevezéséért cserébe csatlakozott – a „nemzeti szolidaritás” politikáját folytatni tudta. nyitottsággal a PCI felé.
A kongresszus után a DC nemzeti tanácsának elnökévé választották, ezt a pozíciót az új zaccagnista többség kívánt a kisebbség egy tagjának biztosítani a párt egységének biztosítása érdekében. Személyesen vett részt az 1976-os választások kampányában, autóval több tízezer kilométert utazott Olaszországon keresztül-kasul, és ugyanazon a napon több gyűlést és beszédet is tartott. Következő októberben távozott a párt elnöki posztjáról, miután a szenátus elnökévé választották. Ebben a pozícióban 1979-ben újraválasztották, és azt 1982 decemberéig töltötte be.

### A Moro-emberrablás napjai és tárgyalási pozíció
Az emberrablás során Fanfani volt az egyetlen DC-képviselő, aki nyíltan ellenezte a határozottság vonalát, egészen addig a pontig, hogy megtagadta a kormánytól a Giulio Andreotti által kért tanácskozási helyet az Aldo Moro elrablását követő napon javasolt rendőri intézkedésektől. A tárgyalási vonallal szembeni ellenségeskedése azonban elszigetelt maradt a párton belül. Maga Moro a Vörös Brigádok börtönéből származó levelei alapján Fanfanihoz fordult, "ősi ízlésére támaszkodva a nagy áttörésre"; a gyilkosság előtti napon azonban, amikor az utolsó lehetséges gesztusra számítottunk, hogy Leone államfő kegyelmet adjon a Vörös Brigád egyik sebesült tagjának, Bartolomeinek, a DC képviseletébenn jelenlévő Fanfani hallgatott. A DC vezérkarával összetűzött Moro család megtagadta az állami temetésen való részvételt, és arra kérte a kereszténydemokrata politikai vezetőket, hogy tartózkodjanak a Torrita Tiberinában tartott magántemetésen való részvételtől: csak Fanfani volt az, aki a tárgyaláss során elfoglalt nyitott álláspontja miatt elmehetett volna a laziói városkában tartott temetésére, de nem tudott részt venni a szertartáson, mert azzal volt elfoglalva, hogy Aldo Moróra emlékezzen a szenátusban.

### Az 1980-as és '82-es kongresszusok: az úgynevezettPAF

A G7-csúcs 1983-ban, balról jobbra: Pierre Trudeau, Gaston Thorn, Helmut Kohl, François Mitterrand, Ronald Reagan, Nakaszone Jaszuhiro, Margaret Thatcher, Amintore Fanfani

Miután az 1980-as Nemzeti Kongresszuson közreműködött a DC mérsékelt áramlatainak megerősítésében, amely jóváhagyta a kommunisták felé történő nyitás szakaszának megszakítását, és Flaminio Piccolit választotta titkárnak, Fanfani inkább úgy döntött, hogy a következő kongresszuson szövetséget köt. 1982. május 2–6. között a párt baloldalával. Piccoli Doroteista és az Andreotti-mozgalommal együtt, amellyel a „PAF” (Piccoli, Andreotti, Fanfani) rövidítéssel koalíciót hozott létre, döntően hozzájárult az új titkár, Ciriaco De Mita megválasztásához és a kormány vereségéhez, aki egykor pártfogoltja, Arnaldo Forlani volt, nagy méltósággal és határozottan reagált néhány küldött tiltakozására, akik egykori pártfogóját támogatták. E választás miatt a Fanfani-mozgalom komoly szakadást szenvedett el; zömüknek valójában nem volt kedve követni a vezetőt ebben az új kalandban, inkább Forlanival együtt maradtak a párt mérsékelt kisebbségében.

### Az ötödik Fanfani-kormány
- Scisma e spirito capitalistico in Inghilterra (1932)
- Le origini dello spirito capitalistico in Italia. Milánó: Vita e Pensiero (1933)
- Cattolicesimo e Protestantesimo nella formazione storica del capitalismo (1934) - a cura di Piero Roggi, prefazione di Antonio Fazio, Velence, Marseille, 2006
- Un mercante del Trecento. Milánó: Giuffrè (1935) - rist. anast.: Sansepolcro, Coop. culturale La Pira 1984. [racconta di Giubileo di Niccolò Carsidoni, mercante dell'arte della lana in Sansepolcro, operante tra il 1348 e il 1360 secondo i documenti]
- Saggi di storia economica italiana (1936)
- Il significato del corporativismo (1937)
- Storia delle dottrine economiche. I vol. : il volontarismo (1938; II vol.: il naturalismo, 1945)
- Introduzione allo studio della storia economica (1939)
- Storia economica. Dalla crisi dell'Impero Romano al principio del secolo XVIII. Milánó-Messina: Principato (1940) - II ed. accresciuta e riveduta, Torino, UTET, 1961.
- Indagini sulla "rivoluzione dei prezzi". Milano: Vita e Pensiero (1940)
- Colloqui sui poveri. Milánó: Vita e Pensiero (1942)
- Storia del lavoro in Italia dalla fine del secolo XV agli inizi del XVIII (1943)
- Summula sociale. Róma: Editrice Studium (1945)
- Persona, beni, società in una rinnovata civiltà cristiana (1945)
- Economia orientata (1946)
- Il neovolontarismo economico statunitense. Milánó-Messina: Principato (1946)
- Le tre città. Postille a San Luca (1946)
- Economia. Brescia: Morcelliana (1948, II ed. 1953)
- Vita economica italiana dall'antichità al XVIII secolo. Róma: Studium (1954)
- Autunno 1956. La Democrazia Cristiana e i problemi internazionali. Róma: Edizioni Cinque Lune (1956)
- Anni difficili ma non sterili. Bologna: Cappelli (1958)
- Da Napoli e Firenze 1954–1959. Proposte per una politica di sviluppo democratico. Milánó: Garzanti (1959)
- Dopo Firenze. Azione per lo sviluppo democratico dell'Italia. Milánó: Garzanti (1961)
- Centro Sinistra '62. Milánó: Garzanti (1963)
- Una pieve in Italia. Milánó: Mondadori (1964) - Prefazione di Ettore Bernabei, Venezia, Marseille, 2008
- Strategia della sopravvivenza. Proposte degli anni 1970–1971. Róma: Edizioni Cinque Lune (1975)
- Capitalismo, socialità, partecipazione. Milánó: Mursia (1976) - a cura di Piero Roggi, Velence, Marseille, 2009
- Giorgio La Pira. Un profilo e 24 lettere inedite. Milánó: Rusconi (1978)
- Il Greco e Teresa d'Avila. Milánó: Rusconi (1986)
- Riflessioni sui dialoghi per la pace 1955–1986. Róma: Edizioni Cinque Lune
- La sapienza degli ultimi. Viaggio nel cuore dei poveri. San Paolo (2011)

1982. december 1. és 1983. augusztus 4. között Fanfani ötödik alkalommal volt miniszterelnök, a PRI külső támogatásával egy DC–PSI–PSDI–PLI-kormányt vezetett. A Fanfani-kormánynak előrehozott választásokig kellett vezetnie az országot, miután a végrehajtó hatalom élén először egy nem kereszténydemokrata (a republikánus titkár, Spadolini) élt, garantálva a DC-nek a Tanács elnökségének előnyét a választási kampányban. 1983 februárjában nagy feltűnést keltett Fanfani azon döntése, hogy utasította diplomáciai tanácsadóját, Remo Paolini nagykövetet, hogy látogassa meg Olaszország egykori királyát, II. Umbertót, akit egy londoni klinikán ápoltak.

### "Stop" 1983–1985 a Szenátus elnöke és a hatodik Fanfani-kormány. Legújabb kormányzati pozíciói
- Scisma e spirito capitalistico in Inghilterra (1932)
- Le origini dello spirito capitalistico in Italia. Milánó: Vita e Pensiero (1933)
- Cattolicesimo e Protestantesimo nella formazione storica del capitalismo (1934) - a cura di Piero Roggi, prefazione di Antonio Fazio, Velence, Marseille, 2006.
- Un mercante del Trecento. Milánó: Giuffrè (1935) - rist. anast.: Sansepolcro, Coop. culturale La Pira 1984. [racconta di Giubileo di Niccolò Carsidoni, mercante dell'arte della lana in Sansepolcro, operante tra il 1348 e il 1360 secondo i documenti]
- Saggi di storia economica italiana (1936)
- Il significato del corporativismo (1937)
- Storia delle dottrine economiche. I vol. : il volontarismo (1938; II vol.: il naturalismo, 1945)
- Introduzione allo studio della storia economica (1939)
- Storia economica. Dalla crisi dell'Impero Romano al principio del secolo XVIII. Milano-Messina: Principato (1940) - II ed. accresciuta e riveduta, Torino, UTET, 1961.
- Indagini sulla "rivoluzione dei prezzi". Milano: Vita e Pensiero (1940)
- Colloqui sui poveri. Milánó: Vita e Pensiero (1942)
- Storia del lavoro in Italia dalla fine del secolo XV agli inizi del XVIII (1943)
- Summula sociale. Róma: Editrice Studium (1945)
- Persona, beni, società in una rinnovata civiltà cristiana (1945)
- Economia orientata (1946)
- Il neovolontarismo economico statunitense. Milánó-Messina: Principato (1946)
- Le tre città. Postille a San Luca (1946)
- Economia. Brescia: Morcelliana (1948, II ed. 1953)
- Vita economica italiana dall'antichità al XVIII secolo. Róma: Studium (1954)
- Autunno 1956. La Democrazia Cristiana e i problemi internazionali. Róma: Edizioni Cinque Lune (1956)
- Anni difficili ma non sterili. Bologna: Cappelli (1958)
- Da Napoli e Firenze 1954–1959. Proposte per una politica di sviluppo democratico. Milánó: Garzanti (1959)
- Dopo Firenze. Azione per lo sviluppo democratico dell'Italia. Milánó: Garzanti (1961)
- Centro Sinistra '62. Milánó: Garzanti (1963)
- Una pieve in Italia. Milano: Mondadori (1964) - Prefazione di Ettore Bernabei, Velence, Marseille, 2008
- Strategia della sopravvivenza. Proposte degli anni 1970–1971. Róma: Edizioni Cinque Lune (1975)
- Capitalismo, socialità, partecipazione. Milano: Mursia (1976) - a cura di Piero Roggi, Velence, Marseille, 2009
- Giorgio La Pira. Un profilo e 24 lettere inedite. Milánó: Rusconi (1978)
- Il Greco e Teresa d'Avila. Milánó: Rusconi (1986)
- Riflessioni sui dialoghi per la pace 1955–1986. Róma: Edizioni Cinque Lune
- La sapienza degli ultimi. Viaggio nel cuore dei poveri. San Paolo (2011)

Az 1983-as választások a DC választási összeomlását eredményezték, amely a szavazatok csaknem 6%-át veszítette el, és történelmi mélypontra, 32,9%-ra esett az ülésteremben. De Mita államtitkár úgy vélte, Fanfani részben felelős a vereségért, és azzal vádolta, hogy nem vett részt kellőképpen a választási kampányban. Emiatt Fanfanit a DC nem jelölte újra a szenátus elnöki posztjára, amelyre Francesco Cossigát részesítették előnybien.
De Cossiga 1985-ös köztársasági elnökké választása után Fanfani vissza tudta szerezni a Szenátus elnöki posztját, amelyet nagy többséggel választottak meg, amely az ötpárti párttól a PCI-n át az MSI-ig terjedt. A Palazzo Madama új és utolsó elnöksége 1987 áprilisáig tartott, amikor is Fanfanit hatodik alkalommal hívták fel a kormány élére.
Egypárti kereszténydemokrata volt, aki De Mita titkár reakciójából született Bettino Craxi szocialista államtitkár azon döntésére, hogy nem tartja tiszteletben az úgynevezett közvetítő paktumot, amely a Palazzo Chigiben maga és Craxi közötti váltakozást írta elő. és egy kereszténydemokrata: De Mita megfosztotta a Craxi-kormányba vetett bizalmat, és előmozdította egy kisebbségi kormány megszületését, hogy ismét előrehozott választásokra menjen. Váratlan következménye lett a hatodik Fanfani-kormány megszületésének (vagy inkább "meg nem születésének"), ugyanis a bizalmi szavazáskor Craxi a radikális vezér, Marco Pannella javaslatára úgy döntött, hogy pártját szavazza meg. a kormány javára, a radikálisokk közösen, így arra kényszerítve a DC-t, hogy a megállapodott tartózkodások révén nélkülözze a bizalomhoz szükséges szavazatokat. Az 1987. júliusi választások után, amelyek a DC szavazatainak visszaszerzését jelezték, Fanfani 1989-ig a Goria-kormány belügyminiszteri, valamint a De Mita-kormány költségvetési és gazdasági tervezési miniszteri posztját töltötte be.

### 1989 után: a szenátus külügyi bizottságának elnöke, politikai karrierje vége és halála

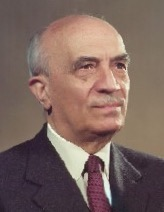
Nyolcvanévesen

Miután 1989-ben befejezte szolgálatát a De Mita-kormányban, a nyolcvanegy éves Fanfani nem vett részt a következő kormányokban, amelyeket Giulio Andreotti vezetett, és amelyet az úgynevezett "CAF", a Arnaldo Forlanival és Craxival kötött szövetség jellemez. Utódja a Költségvetési Minisztériumban az Andreotti-mozgalomhoz tartozó Paolo Cirino Pomicino volt). Parlamenti tevékenysége a 10. törvényhozásban elkülönülten és egyre kevésbé evidens módon folytatódott, és továbbra is élethosszig tartó szenátor volt. 1992. második felétől a Tangentopoli-perek évei következtek (amelyek nem érintették őt, Giovanni Spadolinivel együtt), amelyek robbanásszerű hatást gyakoroltak a pártrendszerre és különösen a kereszténydemokratákra, egészen a párt feloszlásáig. 51 év és az új Olasz Néppárt megszületése után, amely a Baloldali Demokrata Párttal szövetkezik Romano Prodi volt DC és az IRI elnöke az Olajfa koalícióban.
1992 tavaszán, az úgynevezett Első Köztársaság legutóbbi politikai választásait követően a szenátus külügyi bizottságának elnökévé választották, amely tisztséget 1994. április 14-ig töltött be. Ez lett az utolsó intézményi pozíció, amelyet Fanfani betöltött. 1994-ben Fanfani csatlakozott a PPI-hez anélkül, hogy konkrét szerepeket töltött volna be, és nem volt egyértelmű jelenléte, de bizalmi szavazással hozzájárult az első Prodi-kormányhoz. Bár életkora nyilvánvaló volt, 1998 februárjában kifejezte óhaját, hogy részt vegyen a 90. születésnapja alkalmából a Köztársasági Szenátus által szervezett ünnepségen.
Fanfani 1999. november 20-án halt meg római otthonában a Corso Rinascimentón, a Palazzo Madama (a Szenátus székhelye) közelében szívelégtelenség következtében, 91 éves korában, miután egy rövid kórházi kezelést kapott a Materdei klinikán. Az állami temetést a Santa Maria degli Angeli e Martiri bazilikában]] tartották november 22-én Carlo Azeglio Ciampi köztársasági elnök és számos fontos kereszténydemokrata képviselő, köztük Antonio Gava és Arnaldo Forlani jelenlétében; a szertartást követően a koporsót a Prima Porta temetőben lévő családi kápolnában helyezték el, ahol első felesége is örök álmát alussza.

## Magánélete
Fanfani kétszer nősült. Első felesége Biancarosa Provasoli (1914–1968), egy textiliparos lánya volt, akit 1939-ben vett feleségül. Hét gyermeke született: Annamaria (1940); Grazia (1942); Marina (1944); Alberto (1947); Benedetta (1950); Giorgio (1952); Cecilia (1955). Miután megözvegyült, 1972-ben a San Giuseppe al Trionfale-bazilikában ismerkedett meg a szintén özvegy Maria Pia Tavazzanival, akit 1975-ben vett feleségül.

## Fanfani a tömegkultúrában
- Szülővárosában, Pieve Santo Stefanóban a nevéhez fűződik a központi tér, az all-inclusive iskola, a nyilvános kert és a városháza előtti szobor.
- Állítólag Fanfani elérte, hogy a születőben lévő Autostrada del Sole a Via Cassia régi útvonalát követve Perugia vagy Siena helyett Arezzón (születése tartományának fővárosán) haladt át: ez okból a meglehetősen markáns fordulat az arezzói fizetőkabint Fanfani-görbének hívták.[39]
- Fanfani 1971-ben a DC jelöltje volt a köztársasági elnöki posztra, de egy szavazás során egy szavazó ezt írta a szavazólapjára: „Átkozott törpe / soha nem választanak meg”. Az általános vélekedés szerint ezt a mondatot a szenátus akkori elnökének címezték, aki jelen volt a szavazatszámlálásnál. A hatodik szavazáson nem volt határozatképes, és miután a toszkán szenátor kijelentette, hogy visszavonja jelöltségét, ha nem választják meg, egy szavazólapon a következő mondat jelent meg: „Megmondtam / átkozott törpe /, hogy nem leszel választott”.[40]
- Dario Fo 1973-ban írt egy vígjátékot Az elrabolt Fanfani címmel, amelynek főszereplője valójában Fanfani.
- Ugyanebben az évben egy névtelen szerző, akiről később kiderült, hogy a humorosta, Gianfranco Piazzesi, kiadta a Berlinguer és a professzor című könyvet, amelyben Amintore Fanfani – a „professzor” – volt az egyik főszereplő. A könyvet a politikai fantasy műfaj első Olaszországban megjelent regényeként emlegették, és külföldön is óriási sikert aratott, hat nyelvre fordították le, és több mint 400 000 példányban kelt el belőle.[41]
- A többszörös intézményi szerepek miatt, amelyekre hívták, gyakran még akkor is, amikor egyesek azt hitték, hogy a „naplemente sugárútra” készül, Indro Montanelli Rieccolo becenevet kapta, vagy (egy bábura emlékeztetve, aki mindig talpra áll) „il misirizzi ".
- 1979. május 9-én, Aldo Moro meggyilkolásának első évfordulóján a kereszténydemokrata fegyveres, Angelo Gallo hátulról odament Fanfanihoz a Gesù templomban, és meghúzta a fülét (hangosan kiabálva a következő mondattal: „Amintore, állítsd újra a DC-t a szeretet alapjára!”) tiltakozás jeleként – Gallo szerint – a politikusok munkaügyi problémákkal kapcsolatos tehetetlensége miatt.[42][43]
- 1991. június 29-én megkapta Sansepolcro díszpolgárságát; a család toszkán ága egy ideje költözött oda, testvére, Ameglio élvezte politikai karrierjét, unokaöccse, Giuseppe pedig sajátot indított; továbbá ott született az első két lánya, Maria Pia és Maria Grazia. Amintore Fanfani néhány első gazdaság- és társadalomtörténeti tanulmányát is Sansepolcronak szentelte, köztük A tizennegyedik század kereskedője című kötetet (1934), amely a levéltári kutatásokon alapuló történetírási módszer példájaként nagyra értékelt művet.
- 2008-ban, születésének századik évfordulója alkalmából az Olasz Posta emlékbélyeget bocsátott ki Fanfani tiszteletére, a neki tulajdonított mű felirattal. A köztársasági alkotmány[21]

## Kormányzati álláspontjairól
Az Olasz Köztársaság kormányaiban betöltött szerepei kapcsán Fanfanit hat alkalommal nevezték ki a Minisztertanács elnökének, négy alkalommal (ebből kettő ideiglenes) külügyminiszternek, három alkalommal belügyminiszternek, két alkalommal alkalommal munkaügyi és társadalombiztosítási miniszter, egy alkalommal földművelésügyi miniszter és végül egy alkalommal költségvetési és gazdaságtervezési miniszter.
| Tisztség                                        | Mandátum                               | Kormány                  |
| ----------------------------------------------- | -------------------------------------- | ------------------------ |
| munkaügyi- és társadalmi gondoskodási miniszter | 1947. május 31. – 1948. május 23.      | IV. De Gasperi-kormány   |
| munkaügyi- és társadalmi gondoskodási miniszter | 1948. május 23. – 1950. január 12.     | V. De Gasperi-kormány    |
| mezőgazdasági miniszter                         | 1951. július 26. – 1953. június 29.    | VII. De Gasperi-kormány  |
| belügyminiszter                                 | 1953. július 16. – 1953. augusztus 2.  | VIII. De Gasperi-kormány |
| belügyminiszter                                 | 1953. augusztus 17 – 1954. január 5.   | Pella-kormány            |
| miniszterelnök                                  | 1954. január 18. – 1954. január 30.    | I. Fanfani-kormány       |
| miniszterelnök                                  | 1958. július 1. – 1959. február 15.    | II. Fanfani-kormány      |
| külügyminiszter (ideiglenes)                    | 1958. július 1. – 1959. február 15.    | II. Fanfani-kormány      |
| miniszterelnök                                  | 1960. július 26. – 1962. február 21.   | III. Fanfani-kormány     |
| miniszterelnök                                  | 1962. február 21. – 1963. június 21.   | IV. Fanfani-kormány      |
| külügyminiszter (ideiglenes)                    | 1962. május 7. – 1962. május 29.       | IV. Fanfani-kormány      |
| külügyminiszter                                 | 1965. március 5. – 1965. december 30.  | II. Moro-kormány         |
| külügyminiszter                                 | 1966. február 23. – 1968. június 24.   | III. Moro-kormány        |
| miniszterelnök                                  | 1982. december 1. – 1983. augusztus 4. | V. Fanfani-kormány       |
| miniszterelnök                                  | 1987. április 17. – 1987. július 28.   | VI. Fanfani-kormány      |
| belügyminiszter                                 | 1987. július 28. – 1988. április 13.   | Goria-kormány            |
| költségvetési- és gazdaságtervezési miniszter   | 1988. április 13. – 1989. július 22.   | De Mita-kormány          |

## Művek és politikai terjesztés
- Scisma e spirito capitalistico in Inghilterra (1932)
- Le origini dello spirito capitalistico in Italia. Milano: Vita e Pensiero (1933)
- Cattolicesimo e Protestantesimo nella formazione storica del capitalismo (1934) - a cura di Piero Roggi, prefazione di Antonio Fazio, Venezia, Marsilio, 2006.
- Un mercante del Trecento. Milano: Giuffrè (1935) - rist. anast.: Sansepolcro, Coop. culturale La Pira 1984. [racconta di Giubileo di Niccolò Carsidoni, mercante dell'arte della lana in Sansepolcro, operante tra il 1348 e il 1360 secondo i documenti]
- Saggi di storia economica italiana (1936)
- Il significato del corporativismo (1937)
- Storia delle dottrine economiche. I vol. : il volontarismo (1938; II vol.: il naturalismo, 1945)
- Introduzione allo studio della storia economica (1939)
- Storia economica. Dalla crisi dell'Impero Romano al principio del secolo XVIII. Milano-Messina: Principato (1940) - II ed. accresciuta e riveduta, Torino, UTET, 1961.
- Indagini sulla "rivoluzione dei prezzi". Milano: Vita e Pensiero (1940)
- Colloqui sui poveri. Milano: Vita e Pensiero (1942)
- Storia del lavoro in Italia dalla fine del secolo XV agli inizi del XVIII (1943)
- Summula sociale. Roma: Editrice Studium (1945)
- Persona, beni, società in una rinnovata civiltà cristiana (1945)
- Economia orientata (1946)
- Il neovolontarismo economico statunitense. Milano-Messina: Principato (1946)
- Le tre città. Postille a San Luca (1946)
- Economia. Brescia: Morcelliana (1948, II ed. 1953)
- Vita economica italiana dall'antichità al XVIII secolo. Roma: Studium (1954)
- Autunno 1956. La Democrazia Cristiana e i problemi internazionali. Roma: Edizioni Cinque Lune (1956)
- Anni difficili ma non sterili. Bologna: Cappelli (1958)
- Da Napoli e Firenze 1954–1959. Proposte per una politica di sviluppo democratico. Milano: Garzanti (1959)
- Dopo Firenze. Azione per lo sviluppo democratico dell'Italia. Milano: Garzanti (1961)
- Centro Sinistra '62. Milano: Garzanti (1963)
- Una pieve in Italia. Milano: Mondadori (1964) - Prefazione di Ettore Bernabei, Venezia, Marsilio, 2008.
- Strategia della sopravvivenza. Proposte degli anni 1970–1971. Roma: Edizioni Cinque Lune (1975)
- Capitalismo, socialità, partecipazione. Milano: Mursia (1976) - a cura di Piero Roggi, Venezia, Marsilio, 2009.
- Giorgio La Pira. Un profilo e 24 lettere inedite. Milano: Rusconi (1978)
- Il Greco e Teresa d'Avila. Milano: Rusconi (1986)
- Riflessioni sui dialoghi per la pace 1955–1986. Roma: Edizioni Cinque Lune
- La sapienza degli ultimi. Viaggio nel cuore dei poveri. San Paolo (2011)

## Fordítás
- Ez a szócikk részben vagy egészben  az   Amintore Fanfani című olasz Wikipédia-szócikk ezen változatának fordításán alapul.  Az eredeti cikk szerkesztőit annak laptörténete sorolja fel. Ez a jelzés csupán a megfogalmazás eredetét és a szerzői jogokat jelzi, nem szolgál a cikkben szereplő információk forrásmegjelöléseként.